# Parafia św. Bazylego Wielkiego w Kętrzynie
Parafia św. Bazylego Wielkiego w Kętrzynie – parafia greckokatolicka w Kętrzynie, w dekanacie węgorzewskim eparchii olsztyńsko-gdańskiej.
Powstanie parafii było związane z przesiedleniem w region kętrzyński Ukraińców, w ramach Akcji „Wisła”. W okresie PRL greckokatolicy żyjący w Kętrzynie nie otrzymali zgody na odprawianie liturgii w obrządku bizantyjsko-ukraińskim. Rejestracja parafii była możliwa dopiero w 1989; 31 grudnia tego roku po raz pierwszy odprawiono nabożeństwo greckokatolickie w miejscowym kościele ewangelickim. W latach 1992–1996 wznoszono wolno stojącą cerkiew św. Bazylego Wielkiego w Kętrzynie.
Parafia jest obsługiwana przez księży bazylianów z klasztoru w Kętrzynie.